# Zsinat

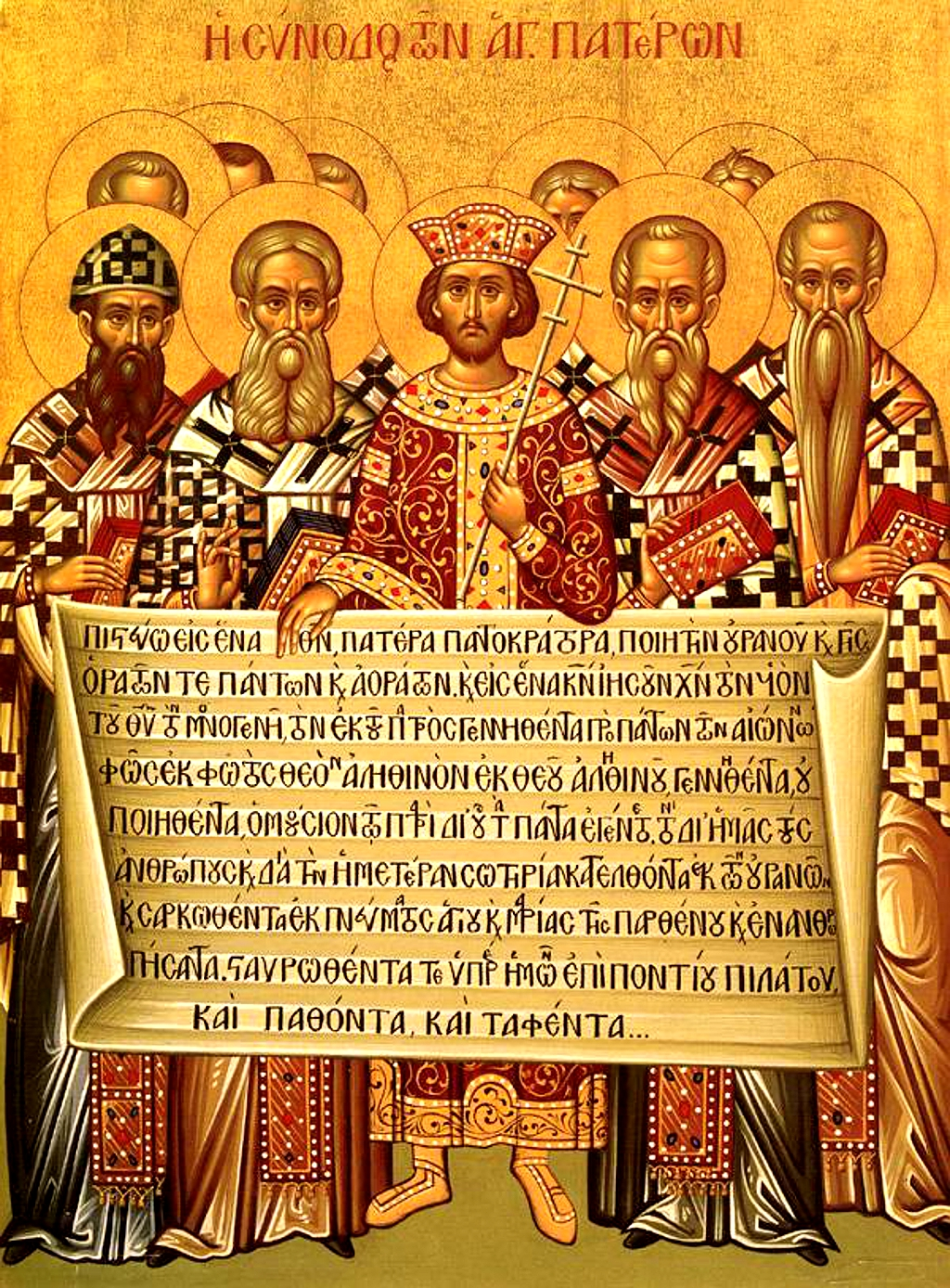
Első nikaiai zsinat, középen Nagy Konstantin császár, aki a zsinaton elfogadott "Symbolum Nicaeno-Constantinopolitanum" elnevezésű keresztény hitvallás közösen elfogadott szövegének részletét tartja a kezében, együtt az egyházatyákkal

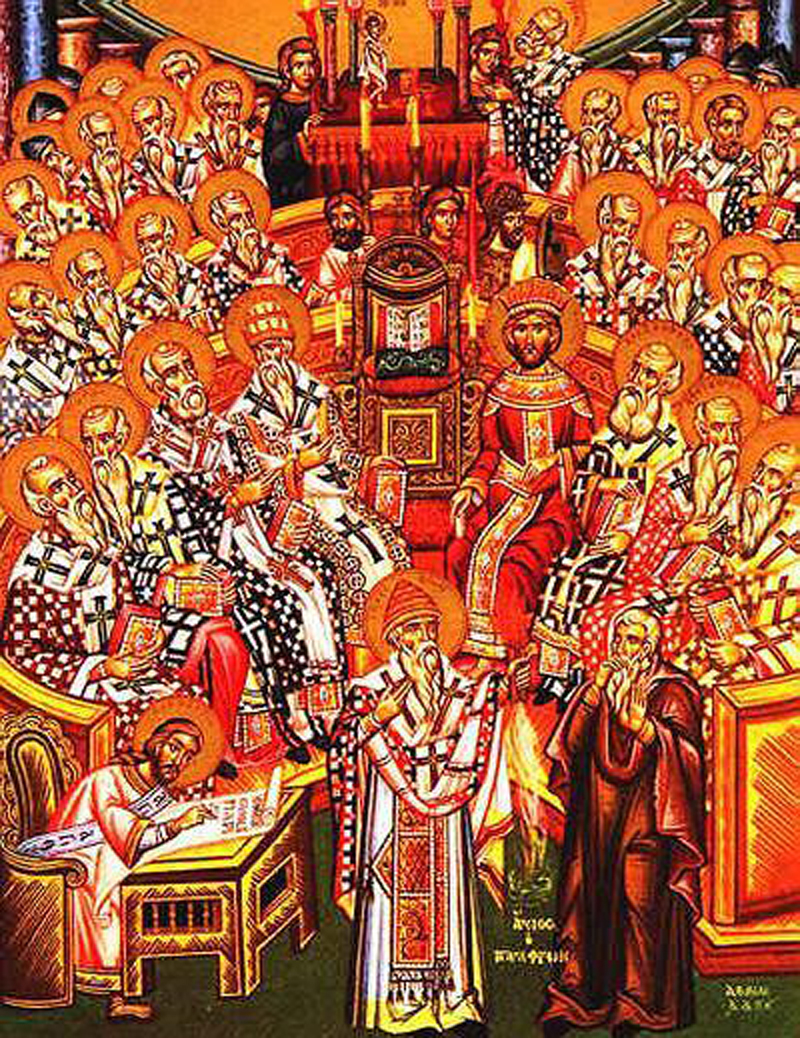
Első nikaiai zsinat (ortodox keresztény ikon)

A zsinat vagy szinódus gyűlést, találkozót jelent. A görög σύνοδος (szünodosz, am: közös út) szóból származik,  latin megfelelője a concilium (am: tanács) szó.

## A római katolikus egyházban
A római katolikus egyházban a következő fajta zsinatok léteznek:
- Az egyetemes zsinat (concilium oecumenicum) a pápa közvetett vagy közvetlen meghívására összegyűlt püspökök (bíborosok, érsekek, püspökök) tanácskozása. A püspökök testülete itt gyakorolja az egész egyházra kiterjedő hatalmát. Az egyetemes zsinatot csak a római pápa hívhatja össze, azon csak ő elnökölhet; azt áthelyezheti, felfüggesztheti, feloszlathatja és ő hagyja jóvá annak határozatait. Véleményező vagy tanácskozó joggal meghívhat világiakat és nem katolikusokat is. Ha a zsinat alatt a pápa meghal, a zsinat az új pápa választásáig felfüggesztettnek tekintendő. Az egyetemes zsinat határozatai csak akkor kötelező erejűek, ha azokat a pápa is jóváhagyta.
- Részleges zsinatok (concilium particulare):
  - Plenáris zsinat (concilium plenarium) egy püspöki konferenciának az Apostoli Szentszék által jóváhagyott tanácskozása. A legtöbbször egy-egy ország püspökei vesznek részt rajta.
  - Nemzeti zsinat, valamely ország vagy nemzet főpapjainak tanácskozása. Elnökét a püspöki konferencia választja meg, majd ezt a Szentszék megerősíti. Határozatai csak a pápa megerősítése után válnak kötelezővé.
  - Tartományi zsinat (concilia provintialia), egy érseki (metropolita) tartomány tanácskozása. Az ilyen zsinatot az érsek hívja össze a tartomány szuffraganeus püspökei többségének beleegyezésével. Elnöke az érsek.
  - Az egyházmegyei zsinatot az egyházmegye püspöke hívja össze. Egyházkormányzati és törvényhozó hatalma van az egyházmegyében. Határozatai a püspök jóváhagyása után válnak kötelezővé.

A részleges zsinatok határozatai csak akkor hirdethetők ki, ha azokat az Apostoli Szentszék jóváhagyta.

## Az ortodox egyházakban
Az ortodox egyházak hét egyetemes zsinatot tartanak számon. A katolikusok által egyetemesnek nevezett további zsinatokat az ortodoxok a katolikusok helyi zsinatainak tartják. Az ortodox álláspont szerint a nyolcadik egyetemes zsinat a katolikusok és az ortodoxok újraegyesülése után tartható meg. Az összortodox összejöveteleket az ortodoxok emiatt sosem nevezik egyetemes zsinatoknak, hanem összortodox konferenciáknak vagy pánortodox zsinatoknak. Mivel az ortodoxiában nincs a római pápához hasonló legfelsőbb vezetői hivatal, ezért az egyház kormányzásában az egyetemes zsinat a legmagasabb rendű döntés- és törvényhozó hatalom.

## Az ókeleti egyházakban
Az antikhalkedóni egyházak az első három zsinatot tekintik egyetemesnek, a többit csupán az általuk szakadárnak tartott khalkedóni egyházak saját részzsinatainak.
Az Asszír keleti egyház csak az első két zsinatot fogadja el legitimnek.

## A protestáns egyházakban
A protestáns egyházakban a zsinat az egyházi önkormányzat legfelsőbb közege, amelyet az egyházi törvényhozás és utolsó fokban az összes kormányzati tennivalók illetnek meg.

## Apostoli zsinat
Jeruzsálemi zsinat, Kr. u. 49-ben: az antiochiai egyház küldöttei, Pál és Barnabás tanácskozása a jeruzsálemi egyházzal, az apostolokkal és a presbiterekkel (ApCsel 15,1-29). - A kérdés ez volt: vajon a keresztség mellett a körülmetélés is okvetlenül szükséges-e a pogányoknak az üdvösséghez. A buzgó antiochiai zsidók követelték a körülmetélést; a zsinaton a farizeusok közül megtértek szintén úgy nyilatkoztak, hogy a megkeresztelkedett pogányokat körül kell metélni (15,6). Pétert és Jakabot meghallgatva az apostoli zsinat ellenük foglalt állást, csak azt kötötték a hívek lelkére, hogy "tartózkodjanak a bálványoknak áldozott eledeltől, a vértől, a fojtott állattól és a paráznaságtól" (15,23-29).

## Egyetemes zsinatok
| Egyetemes zsinat megnevezése                | Ülésezésének ideje                     | Összehívó                     | Főbb témák                                                                                          | Kihirdetett kánonok/fejezetek száma |
| ------------------------------------------- | -------------------------------------- | ----------------------------- | --------------------------------------------------------------------------------------------------- | ----------------------------------- |
| Összkeresztény egyetemes zsinatok           |                                        |                               | |                                     |
| 1. első nikaiai zsinat (vagy niceai zsinat) | 325. május 20. – július 25.(?)         | I. Constantinus római császár | Nikaia–konstantinápolyi hitvallás (Arius ellen) a Fiú egylényegűsége az Atyával                     | 20 kánon                            |
| 2. első konstantinápolyi zsinat             | 381 májusa – júliusa                   | I. Theodosius római császár   | a Szentlélek istensége és egylényegűsége, a Nikaia–konstantinápolyi hitvallás, Macedonius elítélése |                                     |
| 7. második nikaiai zsinat                   | 787. szeptember 24. – 787. október 23. | Eiréné bizánci császárnő      | A kialakult képrombolások megakadályozása.                                                          |                                     |

### A katolikusok, az ortodoxok és amiafizitákáltal elismert zsinatok
- Efezusi zsinat (431; Krisztus egyetlen személy, Mária istenanyasága (Theotokos), Nesztoriosz elítélése)

### A katolikusok és az ortodoxok által elismert zsinatok
- Khalkédóni zsinat (451; Krisztus egyszemélyben két természet, a monofizitizmus (miafizitizmus) elítélése)
- II. konstantinápolyi zsinat (553; a nesztoriánus tanítással szimpatizálók elítélése)
- III. konstantinápolyi zsinat (680–681; Krisztus két természetének léte, a Monothelétizmus elutasítása)
- II. nikaiai zsinat (787; a képek tiszteletének elfogadása, a képrombolók elítélése)

### Kizárólag katolikus zsinatok
- IV. konstantinápolyi zsinat (869–870; a pápai primátus megerősítése)
- I. lateráni zsinat (1123; az invesztitúra problémájának megoldása – ez az első zsinat Nyugaton)
- II. lateráni zsinat (1139; egyházfegyelmi kérdések: szimónia, uzsora, nicolaizmus)
- III. lateráni zsinat (1179; egyházfegyelmi kérdések: a pápaválasztás módja)
- IV. lateráni zsinat (1215; hitvallás, húsvéti áldozás és évenkénti gyónás, az albigensek elleni keresztes hadjárat megindítása)
- I. lyoni zsinat (1245; II. Frigyes elítélése)
- II. lyoni zsinat (1274; egység a keletiekkel)
- Vienne-i zsinat (1311–1312; a templomos lovagok ügyének tárgyalása)
- Pisai zsinat: 1409. március 25-én tartották a nyitóülését, melyen száz érsek, püspök és székesegyházi káptalan jelent meg, valamint 13 egyetem képviselői. Június 5-ei ülésén letették mind a római mind az avignoni pápát az addigi méltóságából, 26-án pedig új pápát választottak, aki V. Sándor néven lett ismertté.
- Konstanzi zsinat (1414–1418; a nagy egyházszakadás megszüntetése, John Wycliffe és Husz János elítélése)
- Bázel–ferrara–firenzei zsinat (1431–1442; újra a keletiekkel való egység)
- V. lateráni zsinat (1512–1517; a papság reformja)
- Tridenti zsinat (1545–1563; dogma az isteni kinyilatkoztatás továbbadásáról az egyházban, az eredeti bűnről, a megigazulásról és a szentségekről, egyházfegyelmi reform)
- I. vatikáni zsinat (1869–1870; a hit és a racionalizmus dogmatikai meghatározása, pápai primátus, valamint hit- és erkölcsi dogmák tekintetében ex cathedra, azaz pápai tévedhetetlenség)
- II. vatikáni zsinat (1962–1965; tanítás az egyházról és a kinyilatkoztatásról, egyetemes meghívás az életszentségre, az egyház és a világ viszonya, az egyház megújítása)